# Bandera d'Eswatini

Estendard reial.

La bandera d'Eswatini, conegut fins al 2018 com a Swazilàndia, fou adoptada oficialment l'1 d'octubre de 1968. Al centre de la bandera, sobre fons vermell, que representa les batalles en temps històrics, un escut i dues llances representen la defensa d'Eswatini contra els seus enemics. El color de l'escut (blanc i negre) representa la convivència pacífica entre les comunitats negra i blanca. Les franges blaves i grogues representen la pau i l'estabilitat i els recursos naturals del país respectivament.

## Banderes històriques

Bandera de 1890–1894
Bandera de 1894–1902
Bandera de 1968–2011